# Милет (царь Лаконии)
Милет (Милес) (др.-греч. Μύλητος, греч. Μύλης, лат. Myles) — персонаж древнегреческой мифологии. Второй царь Лаконии, старший сын Лелега от наяды Перидеи (Περιδέα или Περιδια), брат Поликаона, Бомолоха и Ферапны, в честь которой названо одноименное древнее местечко Лаконии. С нимфой Теледикой родил Еврота и Кепидию; дед Спарты, в честь которой был назван город Спарта.
Занял престол Лаконии после смерти своего отца. Преемником же Милета стал его сын Еврот.
Считался изобретателем жерновов для помола зерна (мельницы), названными «милами» (μύλος), за что в народе был прозван «мельником».
Недалеко от археологических памятников деревни Ферапна (Θεράπνη или Θεραπνάι), к юго-востоку от Спарты находится местечко под названием Алесии (Ἀλεσίαις — «место помола»). Там во II веке Павсаний путешествуя по Лаконии услышал легенду о создании царем Милетом первой мельницы и о первом помоле зерна в Алесиях.
Стефан Византийский упоминает Μυλάντιοι δεοὶ — покровителей мельниц.
Согласно другой традиции, вторым царем Лаконии был Еврот, названный сыном Лелега, а не внуком.

## Примечание
1. ↑  MYLES. by Leonhard Schmitz[англ.] / A Dictionary of Greek and Roman biography and mythology. By various writers Архивная копия от 4 января 2017 на Wayback Machine. Ed. by William Smith. Illustrated by numerous engravings on wood. Boston: Little, Brown and co., 1867. vol. 2, — p. 1129
2. ↑  Схолии к Еврипиду. Орест, 615
3. ↑  Схолии к Еврипиду. Орест, 626
4. ↑  Павсаний. Описание Эллады. III, 1, 1 Архивная копия от 23 августа 2009 на Wayback Machine
5. ↑  Павсаний. Описание Эллады. IV 1, 2 Архивная копия от 22 июня 2006 на Wayback Machine
6. ↑  Павсаний. Описание Эллады. III, 19, 9 Архивная копия от 23 августа 2009 на Wayback Machine
7. ↑  Павсаний. Описание Эллады. III, 1, 1 Архивная копия от 23 августа 2009 на Wayback Machine
8. ↑  Павсаний. Описание Эллады. III, 20, 2 Архивная копия от 23 августа 2009 на Wayback Machine
9. ↑  Псевдо-Аполлодор. Мифологическая библиотека Архивная копия от 3 июня 2012 на Wayback Machine. III, 10, 3